# Château de La Roche Giffard
Le château de la Roche-Giffard (la Roche-Giffart) est un château situé dans la commune de Saint-Sulpice-des-Landes, à l'extrême sud du département français d'Ille-et-Vilaine, région Bretagne.

## Localisation
Le domaine se trouve à l'est du bourg de la commune de Saint-Sulpice-des-Landes, à l'orée ouest de la forêt de Teillay et dans un méandre de l'Aron qui marque ici la limite entre l'Ille-et-Vilaine et la Loire-Atlantique (entre les régions Bretagne et Pays de la Loire).

## Historique
Le château fort de La Roche-Giffard est successivement propriété des familles Giffart (XIIIe siècle), de La Lande (1301) et de La Chapelle (1427).
En 1685, les terres de la Roche-Giffart et de Fougeray sont acquises par Catherine de Rougé, fille de Jacques de Rougé du Plessis-Bellière et de Suzanne de Bruc-Montplaisir, et épouse du maréchal de Créquy. Il passe ensuite à la famille de Kerhoënt de Kergournadec'h et au marquis de Coëtenfao. 
Au milieu du XVIIIe siècle, Charles Jean Locquet de Grandville, négociant et armateur à Saint-Malo, achète le Fougeray et la Roche-Giffart. Il fait reconstruire le château de Grand-Fougeray. Le prince de Condé, seigneur de Châteaubriant, retire féodalement la seigneurie de la Roche. Il la cède pour 72 000 livres à Guy de Lavau, son fermier général et maître de ses forges de la Hunaudière, et son épouse Marie-Anne Baugin.
Reconstruit au XIXe siècle, il fait l'objet d’une inscription au titre des monuments historiques le 27 octobre 2014.